# 쓰가와촌 (시마네현)
쓰가와촌(都川村)은 시마네현 나카군에 설치되었던 촌이다. 현재의 하마다시에 해당한다.